# 11706 Rijeka
11706 Rijeka (prethodno 1998 HV4) je planetoid koji se nalazi u asteroidnom pojasu.  Otkrili su ga Korado Korlević i Marino Dusić 20. travnja 1998. u zvjezdarnici Višnjan. Nazvan je po gradu Rijeci.